# كلالة عليا
كلالة عليا (بالفارسية: کلاله علیا) هي منطقة سكنية تقع في إيران في Minjavan-e Gharbi Rural District. يقدر عدد سكانها بـ 198 نسمة .